# Palaeomegopis lameerei
Palaeomegopis lameerei är en skalbaggsart som beskrevs av Boppe 1911. Palaeomegopis lameerei ingår i släktet Palaeomegopis och familjen långhorningar. Inga underarter finns listade i Catalogue of Life.